# الاقتصاد العصبي
علم الاقتصاد العصبي حقل متعدد التخصصات يسعى لشرح عملية اتخاذ القرار البشري، والقدرة على معالجة بدائل متعددة واختيار البديل الأمثل. كما يدرس كيفية صياغة السلوك الاقتصادي لمفهومنا للدماغ، وكيف يمكن لاكتشافات العلوم العصبية تقييد وتوجيه النماذج الاقتصادية.
يجمع الاقتصاد العصبي في منهجية بحثه :العلوم العصبية،علم الاقتصاد التجريبي واقتصاد سلوكي ، وعلم النفس المعرفي وعلم النفس الاجتماعي .
كالبحث في سلوك صنع القرار والذي أصبح محصى ومحسوب على نحو متزايد،
وكما أنه يقوم بإدراج مقاربات جديدة مأخوذة من نظرية علم الأحياء الرياضي وعلم الحاسوب ورياضيات.
علم الاقتصاد العصبي يدرس عملية صنع القرار، بواسطة استخدام مجموعة أدوات من هذه الحقول لتجنب أوجه القصور التي تنشأ عن النهج الأحادي .
في الاتجاه اقتصاد سائد ، المنفعة المتوقعة ومفهوم العملاء العقلانيين(rational agents [الإنجليزية]) هي التي مازالت مستخدمة .
لا يتم شرح العديد من السلوكيات الاقتصادية بالكامل باستخدام هذه المفاهيم والنماذج، مثل حدس مهني (الاستدلال) و التأطير.
ظهرالاقتصاد السلوكي على حساب الحالات الشاذة في محاولة فهم القرارات الاقتصادية بواسطة الدمج الاجتماعي، المعرفي، والعوامل العاطفية .
أضاف الاقتصاد العصبي مستوى بحثي آخر باستخدام منهجيات العلوم العصبية لفهم العلاقة التفاعلية بين السلوك الاقتصادي وآليات عمل الأعصاب.
باستخدام أدوات من حقول متعددة، ادعى بعض العلماء أن الاقتصاد العصبي يقدم وسيلة أكثر تكاملية في فهم عملية صنع القرار.

## المقدمة
إن مجال اتخاذ القرار يُعنى بشكل كبير بالإجراءات التي يقوم بها الأفراد لتبني خيار وحيد من بين عدة خيارات. هذه الإجراءات بشكل العام من المفترض أن تقدم على أنها أسلوب منطقي كأن يكون ذلك القرار بحد ذاته مستقل السياق إلى حد كبير. إن الخيارات المختلفة هي تترجم أولاً على أنها عملة مشتركة، كالقيمة النقدية، ومن ثم يتم مقارنتها بأخرى، والخيار يكون قيمة المنفعة الكلية الأكبر الذي ينبغي أن يتم اختياره. بينما يتم التأييد من أجل اتخاذ قرار من الناحية الاقتصادية، يوجد أيضا حالات حيث تبدو الافتراضات المعدة لاتخاذ القرار الأفضل مخالفة .
إن علم الاقتصاد العصبي نشأ للخروج من هذا الجدل. وذلك بتحديد أية المناطق الدماغية التي تكون فعالة في أي من نماذج عمليات اتخاذ القرار، الاقتصاد العصبي يأمل لفهم أفضل لطبيعة التي تبدو بها القرارات غير واقعية أو أقل مثالية. بينما معظم العلماء يستخدمون الإنسان في هذه الأبحاث، هناك آخرون استخدموا النماذج الحيوانية حيث تكون الدراسات أكثر خضوعا للسيطرة ويكون اختبار فرضيات النموذج الاقتصادي بشكل مباشر.
على سبيل المثال : بادوا شيوبا وأسعد يراقبون معدل نبضات الخلايا العصبية الفردية لـ القشرة الحجابية الجبهية (بالإنجليزية: Orbitofrontal cortex) للقرد، فبينما الحيوانات الأخرى تختار بين نوعين من العصير فإن معدل نبضات الخلايا العصبية التي تم التحكم بها مباشرة بواسطة المنفعة المأخوذة من المواد الغذائية لم تختلف عندما اختلفت أنواع الأطعمة الأخرى التي قدمت.
تلك الافتراضات مطابقة للنظرية الاقتصادية المتعلقة باتخاذ القرار، الخلايا العصبية تقوم بشكل مباشر بمقارنة كل شكل من أشكال المنفعة عبر الخيارات المختلفة ومن ثم تقوم باختيار الشكل ذو القيمة الأعلى.
أيضاً بشكل مشابه بالنسبة للمقياس الشائع للخلل في قشرة الفص الجبهي، ال FrSBe يرتبط مع العديد من الإجراءات المختلفة المتعلقة بالتوجهات والسلوك، حيث يتم دعم فكرة أن تنشيط الدماغ يمكن من خلاله عرض جوانب هامة متعلقة بعمليات اتخاذ القرار.

## مجالات البحث الرئيسية في الاقتصاد العصبي

### صنع القرار في حالة الخطر وعدم التأكد
أكثر قراراتنا تتخذ تحت ظروف تتضمن مخاطرة «بنسب متفاوتة» .علوم اتخاذ القرارات كالاقتصاد وعلم النفس عادة تقوم بتحديد وتعريف الخطر بأنه عدم اليقين حول عدة نتائج ممكنة عندما يكون احتمال كل منها معروف. تعظيم المنفعة هي أول نظرية مقترحة من دانيل بيرنوللي في 1738، واستخدمها لشرح اتخاذ القرارات تحت الخطر. النظرية تفترض أن البشر عقلاء وسوف تقيم القرارات القائمة على المنافع المتوقعة والتي سيكسبونها من من جميع الخيارات.
كشفت البحوث والتجارب على نطاق واسع من المنافع المحتملة مفارقات وانماط مشتركة في السلوك التي تتنافى مع مبدا تعظيم المنفعة .
على سبيل المثال : ميل الإنسان ليتجنب المخاطر أو باحث عن المخاطر (مجازف) . أيضا الميل لترجيح الاحتمالات الصغيرة والتقييم الأقل للاحتمالات الكبيرة.
دانيال كانمان و أموس تيفرسكي اقترحوا نظرية الاحتمال لحصر أو رصد هذه المشاهدات وتوفير النموذج البديل.
ويبدو أن هناك مناطق في المخ متعددة تتضمن التعامل مع حالات عدم اليقين .في المهام التي تتطلب من الأفراد أن يقوموا بالتنبؤات عندما يكون هنالك درجة معينة من عدم اليقين حول النتيجة أو المردود يكون هناك زيادة في نشاط المنطقة ba4 من لحاء القشرة المخية الجبهية المتوسطة (بالإنجليزية: frontomedian)  ، بالإضافة إلى زيادة عامة في نشاط القشرة الجبهية الأمامية الأنسية  و القشرة الجبهية الجدارية (بالإنجليزية: Prefrontal cortex).
القشرة المخية الجبهية الأمامية بشكل عام تتضمن بداخلها الاستنتاج والفهم لذلك هذه المناطق المحددة ربماتكون على وجه الخصوص متضمنة تحديد البرنامج الأفضل من الحدث عندما لاتتوفر كل المعلومات ذات الصلة بالموضوع.
في الحالات التي يكون فييها الخطر معروف إلى حد ما أكثر من ان يحمل الشك وعدم اليقين the insular cortex يبدو ذو نشاط مرتفع على سبيل المثال عندما الأشخاص لعبوا لعبة مزدوجة أو لم يلعبوا في ما هم يستطيعون اما ايقاف اللعبة والحفاظ على المدخرات الفائزة أو اتخاذ قرار خطر ناتج عن اما مواصلة الخسارة أو مضاعفة الفوز. تفعيل المنطقة الصحيحة من الدماغ تزداد عندما الافراد اخذوا المضاربة أو المقامرة.
انه من المفترض انه الدور الرئيس للقشرة الانعزالية the insular cortex في اتخاذ القرارات الخطرة تكون مشابهة للنتائج السلبية الكامنة في اتخاذ المقامرة .
بالإضافة لاهمية مناطق الدماغ المحددة في عملية اتخاذ القرار . يوجد أيضا دليل على أن الدوبامين وهو ناقل عصبي ربما يبث معلومات حول الشك والريبة في جميع انحاء القشرة الدماغية .
التهاب الاعصاب الدوبامينية (( دوبامين)) تكزن بشكل قوي متضمنة مكافئة عملية وتصبح نشطة بشكل مرتفع بعد حدوث مكافئ غير متوقعة . في القرود مستوى النشاط الدوباميني مرتبط بشكل مرتفع بمستوى عدم اليقين مثل ان النشاط يزداد بعدم اليقين.
أضف إلى ذلك أن الجرذان المصابة بآفات في النواة المتكئة (بالإنجليزية: nucleus accumbens) والتي تكون جزء هام من من سبيل مثوبة الدوبامين في الدماغ، هم عرضة للخطر أكثر من الجرذان الطبيعية وهذا الأمر يقترح كون الدوبامين ربما وسيط مهم في السلوك المحفوف بالمخاطر 
```
.
```

### تفادي الخسارة
أحد الجوانب الهامة التي تدفع لصنع القرار البشري هي تفادي الخسارة بقوة .على سبيل المثال تكلفة خسارة مقدار محدد من المال أعلى قيمة من كسب نفس المقدار .أحد أهم الخلافات في فهم تفادي الخسارة هو ما إذا كانت العملية تقاد عبر نظام عصبي واحد وتلك العملية تفاضل بين الخيارات والقرارات أو إذ يوجد أنظمة مقارنة . المسؤول عن المنطق والمفاضلة بين خيارات وخيارات أخرى أكثر تهور وعاطفية نظام يقاد عبر تفادي النتائج السلبية المحتملة .
بينما درساة واحدة وجدت أنه لا دليل على زيادة في نشاط المناطق التي تتعلق بردود الفعل العاطفية السلبية في الاستجابة لتفادي الخسارة  ودراسة أخرى وجدت أن الأفراد مع لوزة دماغية متأذية (متضررة) لديهم نقص أو افتقار لتفادي الخسارة على الرغم من انه يوجد لديهم مستويات طبيعية من تفادي الخطر العام مما يقترح ان السلوك كان محددا لخسائر محتملة.
هذه الدراسات المتضاربة تقترح انه مزيد من البحوث بحاجة ان تكون جاهزة لتحديد فيما إذا يوجد مناطق في الدماغ تستجيب بشكل خاص لخسارة محتملة أو العزوف عن الخسارة يكون بإنتاج ثانوي للمزيد من علميات الاستنتاج والتحليل العامة .
جدل آخر في بحث تفادي أو العزوف عن الخسارة هو فيما إذا كانت الخسارات هي فعلا اختبرت بشكل أكثر سلبية أكثر من المكاسب المكافئة .
أو مجرد توقع ان تكون أكثر ايلاما لكن فعلا جربت بشكل معادل .
بحث الاقتصاد العصبي حاول التمييز بين هذه الفرضيات وقياسها عبر التغيرات الفيزيولوجية المختلفة في الاستجابة لكل من الخسارة والربح، الدراسات وجدت أن مواصلة الجلد (بالإنجليزية: skin conductance)  ، توسع حدقة العين ومعدل ضربات القلب  تكون أعلى عند الاستجابة للخسارة المالية من الربح المعادل لتلك الخسارة .هذه القياسات الثلاث متضمنة في الاستجابات المتوترة لذلك يبدو أن فقدان مبلغ معين من المال شهدت بقوة أكبر من اكتساب نفس المبلغ.

### صنع القرار الاجتماعي
في حين معظم الأبحاث حول صنع القرار تميل إلى التركيز على الأفراد الذين يتخذون خياراتهم خارج السياق الاجتماعي، من المهم أيضا النظر في القرارات التي تنطوي على تفاعلات اجتماعية .
الحالات التي يدرسها منظري القرارات هي متنوعة منها الإيثار، التعاون، العقاب والمكافأة . واحدة من أكثر المهام المستخدمة كثيرا في صنع القرار الاجتماعي هي معضلة السجين( أو السجينين ) .
في هذه الحالة، المكافأة عن اختيار معين لا تعتمد فقط على قرار الفرد ولكن أيضا على أن شخص آخر موجود في اللعبة . يستطيع الفرد أن يختار إما التعاون مع شريكه أوالتخلي عن الشريك .
خلال لعبة نموذجية، يميل الأفراد إلى تفضيل التعاون المشترك رغم التخلي الذي قد يؤدي إلى دفع تعويضات مرتفعة.
هذا يشير إلى أن دوافع الأفراد ليست فقط مكاسب نقدية بل بعض المكافأة المستمدة من التعاون في المواقف الاجتماعية.
هذه الفكرة مدعومة في دراسات الهندسة العصبية حيث يظهر درجة عالية من التنشيط في الجسم المخطط البطين (بالإنجليزية: Ventral striatumْ) عندما يتعاون الأفراد مع شخص آخر ولكن هذا ليس هو الحال عندما يلعب الناس نفس معضلة السجينين ضد الكمبيوتر .
يعتبرالجسم المخطط البطيني جزء من سبيل المثوبة (بالإنجليزية: reward pathway) ، لذلك يقترح هذا البحث أنه قد يكون هناك مناطق من نظام المكافأة يتم تفعيلها بشكل محدد عند التعاون في المواقف الاجتماعية .
المزيد من الدعم لهذه الفكرة يأتي من البحث لإثبات أن تنشيط الجسم المخطط والمنطقة الغشائية البطنية تظهر أنماط تنشيط متشابهة عند تلقي الأموال وعند التبرع بالمال لمؤسسة خيرية.
في كلتا الحالتين يرتفع مستوى التنشيط مع زيادة كمية المال، مما يشير إلى أن إعطاء المال وأخذه يؤدي إلى مكافأة عصبية ( neural reward ) .
جانب هام من جوانب التفاعل الاجتماعي هو الثقة كحالة معضلة السجينين .
احتمالك الخاص للتعاون مع شخص آخر يرتبط مباشرة بكم تثق به للتعاون معك ؛ إذا كنت تتوقع أن الفرد الآخر يلعب ضدك، فليس هناك سبب لتتعاون معه .
سلوك الثقة يبدو بأنه مرتبط بوجود هرمون الأوكسيتوسين (بالإنجليزية: oxytocin) ، هرمون مرتبط بسلوك الأمومة والرابطة الزوجية عند العديد من الأنواع .
عند زيادة مستوى الأكسيتوسين لدى الإنسان، كان أكثر ثقة بالآخرين من المجموعة المنضبطة على الرغم من أن المستويات الإجمالية من المخاطرة لم تتأثر يشير أن الأكسيتوسين مرتبط بشكل محدد بالجوانب الاجتماعية ذات المخاطر .

## معرض صور

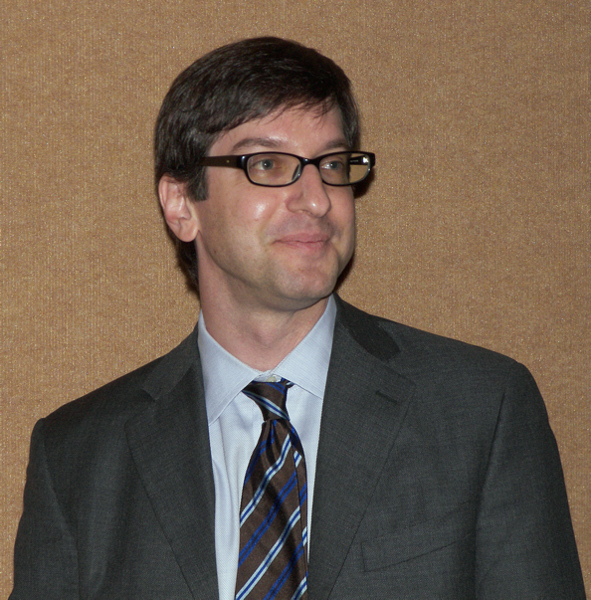
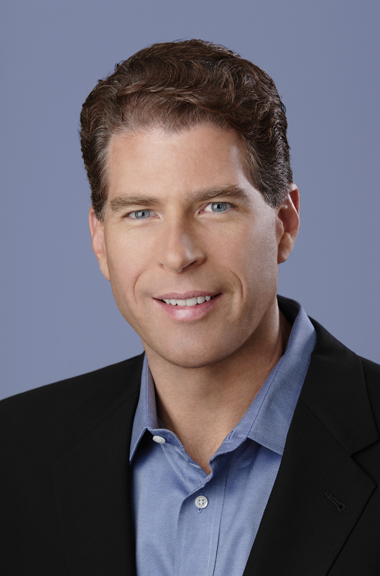
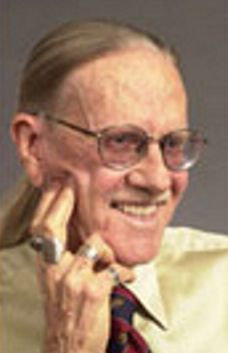
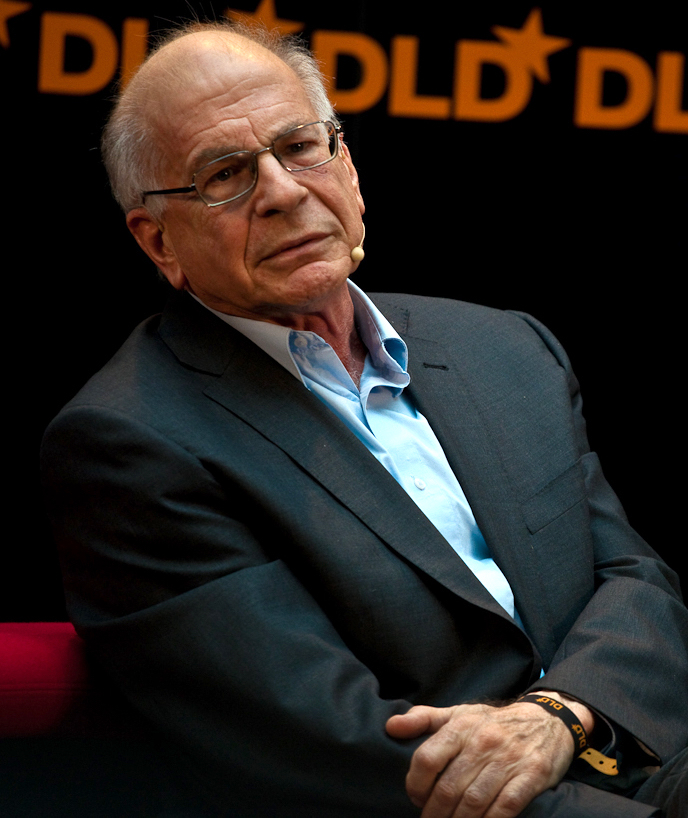
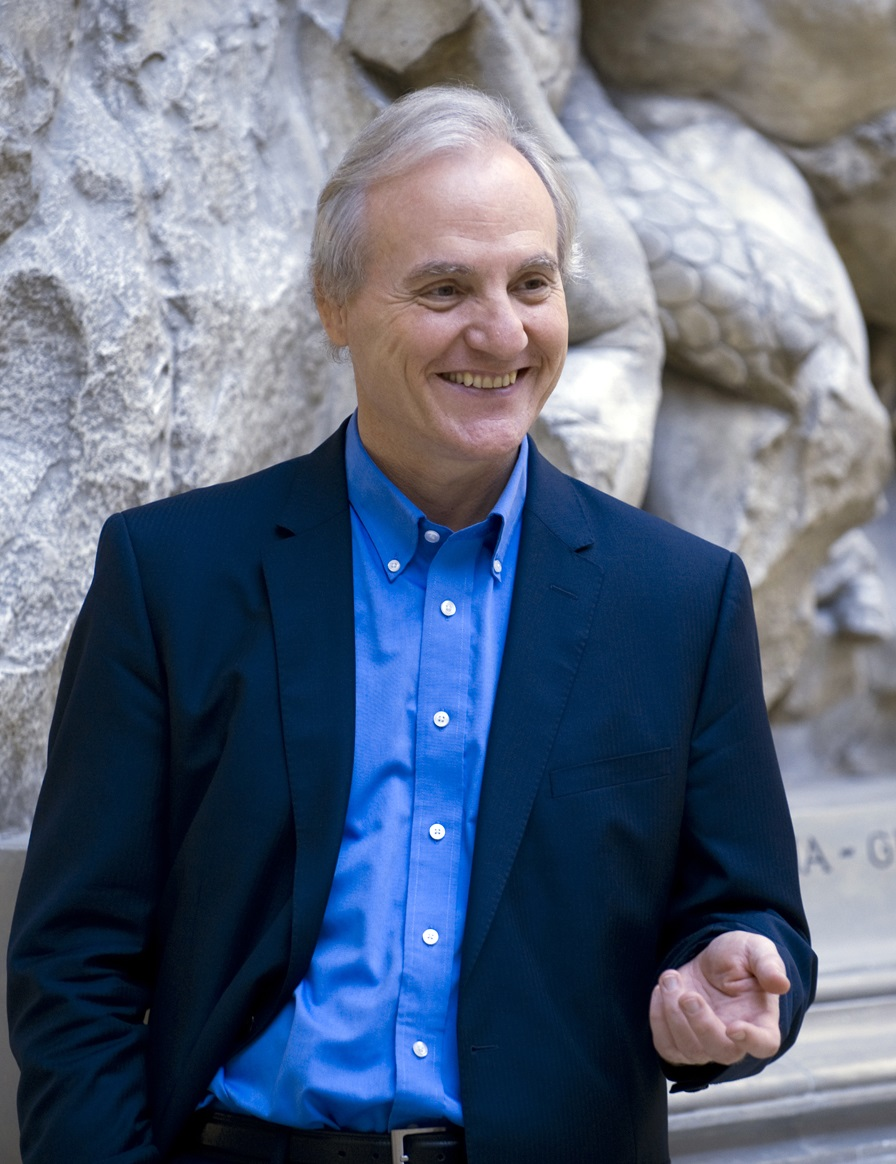
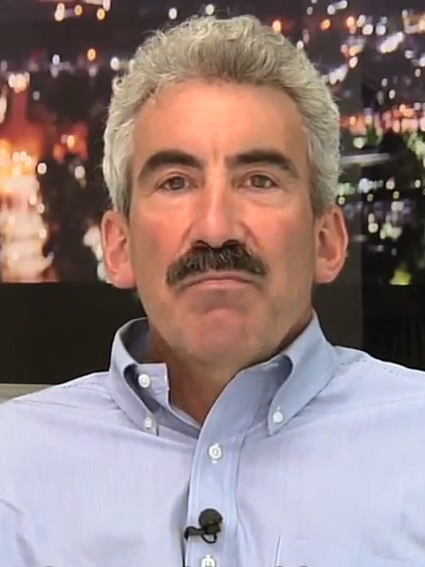